# Anthocomus equestris
Anthocomus equestris is een keversoort uit de familie van de bloemweekschilden (Melyridae).

## Uiterlijke kenmerken
De kop, halsschild (pronotum) en scutellum zijn donker metaalgroen, maar lijken soms zwart. Het halsschild en de dekschilden (elytra) hebben ronde hoeken.
De dekschilden zijn oranjerood tot rood. Twee zwarte vlekken lopen over beide schilden; een grote op de achterste helft en een kleinere tegen het halsschild. De punt van het zwarte achterlijf reikt verder dan de dekschilden.
De gezaagde antennes zijn vaak geheel zwart, maar soms zijn het derde en vierde segment wat lichter. De poten zijn lichtbruin of oranje tot  donkeroranje. De bovenste helft van de dijbenen zijn donkerder of zwart.

## Verspreiding
Anthocomus equestris is inheems in Eurazië. In 1944 is de kever in de Verenigde Staten geïntroduceerd via New Jersey en Virginia. Ten oosten van de Rocky Mountains komt hij nu wijdverbreid voor en het verspreidingsgebied breidt zich steeds verder uit.

## Levenswijze
De volwassen kevers voeden zich met bloemen van kruidachtige planten. Ze worden aangetrokken door licht en regelmatig binnenshuis aangetroffen. Ze zijn niet schadelijk voor gebouwen of de gezondheid.
De voedingsgewoonten van de larve van Anthocomus equestris is slechts weinig onderzocht. Larven van verwante soorten zijn roofzuchtig, en er is gesuggereerd dat ze zich voeden met plaaginsecten in huis.